# Пароксизм (геология)
Пароксизм (фр. paroxisme) — резкое усиление деятельности эндогенных (внутренних) сил Земли, вызывающее горообразование, вулканизм, магнетизм и другие геологические процессы.

## Виды
- Складкообразовательный пароксизм — относительное ускорение процессов складчатости.
- Пароксизм вулканизма — взрывное извержение вулкана или пароксизмальное извержение.
- Пароксизм выделения газов — этап бурления минерального источника.
- Скачки-пароксизмы — в эволюционных процессах.
- Основной пароксизм геологического процесса — наиболее активная фаза.
- Пароксизм тектонических движений — вспышки тектонической деятельности.